# Marissa Sheva
Marissa Sheva, née le 22 avril 1997 à Sellersville en Pennsylvanie aux États-Unis, est une footballeuse internationale irlandaise jouant au poste d'attaquante. Possédant la double nationalité, elle choisit en 2023 de représenter l'Irlande au niveau international, et participe à ce titre à la Coupe du monde 2023.

## Carrière
Marissa Sheva nait et grandit à Sellersville en Pennsylvanie aux États-Unis. Elle étudie à la Pennridge High School. Elle se distingue en athlétisme en étant championne de son État du miles et du double miles. Elle participe aux championnats nationaux de cross-country.
Marissa Sheva s'inscrit ensuite l'Université d'État de Pennsylvanie et intègre son équipe de football, les Penn State Nittany Lions. Sheva est alors une athlète pratiquant deux sports, le football et l'athlétisme. Dès sa première année elle remporte le championnat universitaire américain. En trois saisons elle dispute 92 rencontres et marque 13 buts. Elle ne s'inscrit pas à la draft de 2019 du championnat de football car elle est toujours inscrite dans les compétitions NCAA d'athlétisme.

### En club
Sheva décide alors de s'expatrier et tente l'aventure en Europe. Elle est recrutée en février 2020 par les Deportivo Alavés Gloriosas au Pays basque espagnol qui joue alors en deuxième division. Au final elle ne joue qu'un seul match, onze minutes comme remplaçante. Elle rentre aux États-Unis pour prendre part au camp d'entraînement de pré-saison du Utah Royals FC. Au terme de cette période d'essai elle est recrutée comme rookie pour la NWSL Challenge Cup 2020.
Une blessure à la hanche prive Sheva de toute la saison 2021. Mais elle rebondit au Spirit de Washington au cours de la saison 2022. Elle signe initialement un contrat de court-terme comme remplaçante médicale d'une joueuse attente du Covid-19. Son contrat est ensuite reconduit comme joker médical. Elle est enfin définitivement engagée en août 2022. Sheva joue huit rencontres dont trois titularisations en 2022. Elle obtient un nouveau contrat d'une saison en novembre 2022.

### En équipe nationale
Marissa Sheva alerte elle-même la fédération irlandaise de football de sa capacité d'être sélectionnable. Il faut dire que l'équipe nationale féminine vient de se qualifier pour sa toute première phase finale de coupe du monde féminine de football. Vera Pauw la sélectionne pour le camp d'entraînement organisé en février 2023 à Marbella dans le sud de l'Espagne. Sheva y gagne là sa toute première cape en entrant en cours de match en remplaçante d'Abbie Larkin lors d'une rencontre contre la Chine
En avril 2023 Sheva est titulaire pour les deux rencontres contre les États-Unis. En juin 2023, elle est sélectionnée pour disputer la coupe du monde 2023 en Australie.